# Lili Elbe (Oper)
Lili Elbe ist eine Oper in zwei Akten von Tobias Picker (Musik) mit einem Libretto von Aryeh Lev Stollman über das Leben der dänischen Malerin und Transgender-Pionierin Lili Elbe. Die Uraufführung fand am 22. Oktober 2023 im Theater St. Gallen statt.

## Handlung

### Erster Akt
Szene 1. Königlich Dänisches Theater in Kopenhagen, November 1925. Das Maler-Ehepaar Einar (die spätere Lili Elbe) und Gerda Wegener besucht die Premiere eines neuen Theaterstücks über den mythischen Sänger Orpheus, dessen Rolle ihre gemeinsame Freundin Anna Larssen Bjørner spielt. Während der Szene, in der Orpheus seine verstorbene Frau Eurydice aus der Unterwelt führen will, stößt Gerda ihren Mann mit dem Ellbogen an, da sie den Eindruck hat, dass er eingeschlafen ist.
Szene 2. Der nächste Morgen. Wohnung der Wegeners in Kopenhagen. Gerda arbeitet an einem Gemälde von Anna, während Einar an einem Stillleben sitzt. Gerda ist der Meinung, dass es keinen Sinn habe, tote Dinge zu malen. Da sie das Porträt ohne ihr Modell nicht fertigstellen kann und Anna sich verspätet hat, fordert Gerda Einar auf, auszuhelfen. Er zieht das bereitliegende Kleid an, nimmt Annas Pose ein, und bittet sie zaghaft, ihn „Lili“ zu nennen. Er fühlt sich wohl in dieser Rolle, und auch Gerda merkt, dass die Situation für sie beide passt: Als hätten die Götter sie in Orpheus und Einar in seine Frau verwandelt.
Szene 3. Einige Abende später. Galerie Ole Haslund. Bei der Eröffnung ihrer Ausstellung erzählt Gerda Anna, dass Einar ihr Modell stand. Ein Kunstkritiker findet das Porträt sehr interessant, obwohl er Gerda als weibliche Malerin nicht ernst nimmt. Kurz darauf erscheint eine elegant gekleidete Frau in der Galerie. Es ist Lili. Gerda und Anna stellen sie den Anwesenden scherzhaft als Gerdas Schwester vor.
Szene 4. Der nächste Morgen. Badezimmer in der Wohnung der Wegeners. Gerda stellt fest, dass ihr Mann noch immer Lilis Kleidung trägt. Er erklärt ihr, dass er sich zum ersten Mal als lebendig und real wahrgenommen habe. Schon seit seiner Kindheit habe er sich niemals als „Einar“ gefühlt. Er möchte von nun an Lili bleiben und mit Gerda nach Paris ziehen. Nachdem sie ihren Schrecken überwunden hat, stimmt Gerda unter der Bedingung zu, dass Lili sich abends zurückziehe und Einar als ihr Ehemann zurückkehre. Sie hofft auch auf größere künstlerische Anerkennung durch die Zusammenarbeit mit Lili.
Szene 5. Paris. Wohnung der Wegeners einige Wochen später. Einar und Gerda erhalten Besuch von ihren Freunden Hélène und Eric Allatini. In einem Nebenzimmer befinden sich viele Gemälde, die Gerda von Lili angefertigt hat. Hélène und Eric zeigen sich begeistert von diesen Arbeiten und dem ungewöhnlichen Modell. Sie sind überrascht, als sich Einar den auf einigen Bildern abgebildeten Schal umlegt und trotz Gerdas Einspruch offenbart, dass er selbst Lili ist. Hélène schlägt vor, sie am nächsten Tag auf dem Ball einer dänischen Gräfin in die Gesellschaft einzuführen.
Szene 6. Paris. Villa der dänischen Gräfin. Auf dem Ball stellt Hélène Lili dem Major Fernando Porta und dem erst kürzlich in den Gesellschaftskreis aufgenommenen Parfümeur Claude LeJeune vor. Gerda tanzt mit Fernando, während sich Lili und Claude näherkommen. Claude lädt Lili zu einem Spaziergang in den Tuilerien ein, wo er sämtliche Lilien für sie pflücken will. Auch die Gräfin ist fasziniert von Lili, die Gerda ihr als Modell und Muse präsentiert.
Szene 7. Paris. Jardin des Tuileries und Wohnung der Wegeners. Gegen Ende ihres Spaziergangs überrascht Claude Lili mit einem Kuss. Gleichzeitig erhält Gerda in ihrer Wohnung Besuch von Einars Bruder Marius und seiner Schwester Dagmar, die früher als erwartet aus Kopenhagen eingetroffen sind. Als der noch immer als Lili gekleidete Elmar zurückkehrt, erklärt er seinen Geschwistern, dass er jetzt Lili sei und dies schon immer war. Dagmar fällt es schwer, das zu akzeptieren, da sie Einar immer als Bruder und nicht als Schwester gesehen hatte. Zu Lilis Enttäuschung verlässt Dagmar wütend die Wohnung. Marius hingegen hat keine Probleme damit. Er umarmt Lili und erzählt ihr von einem Arzt aus Dresden, der ihr vielleicht helfen könne. Dieser befinde sich zur Zeit ebenfalls in Paris.
Szene 8. Wohnung von Professor Warnekros in Paris. Marius stellt Lili den erwähnten Arzt vor. Sie hat Zweifel an einer möglichen Operation und befürchtet Probleme für Gerda, falls sie tatsächlich gelingen sollte. Während sie sich zur ersten Untersuchung umzieht, zeigt Marius dem Professor einige von Gerdas Gemälden. Der Professor stellt fest, dass Lilis Haut bei früheren Röntgenuntersuchungen geschädigt wurde. Die Strahlen hätten auch innere Schäden angerichtet. Er glaube aber, dass eine Geschlechtsangleichung möglich sei. Er werde zuerst ihre männlichen Organe entfernen und ihr später neue starke Eierstöcke einsetzen. Es seien allerdings mehrere Operationen und schmerzhafte Erholungsphasen nötig. Auch ihr Leben sei gefährdet. Lili ist fest entschlossen, das Risiko einzugehen. Falls es misslinge, werde sie sich in einem Jahr das Leben nehmen.

### Zweiter Akt
Szene 1. Aufwachraum der Städtischen Frauenklinik in Dresden. Lili hat die erste Operation überstanden, steht aber noch unter dem Einfluss des Anästhetikums. In einem Traum sieht sie sich als Eurydice, die an der Hand von Professor Warnekros zur Oberwelt geführt wird. Der Professor rät ihr, nicht auf ihr altes Leben als Einar zurückzublicken. Am Ziel warten Gerda, Lilis Mutter und Claude auf sie und sprechen ihr ihre Liebe aus. Die anderen Figuren verschwinden, als Lili unter Schmerzen aufwacht. Die Oberschwester lobt sie und gibt ihr ein Morphin gegen die Schmerzen. Lili schläft wieder ein.
Szene 2. Palast des dänischen Königs Christian X. Einige Wochen später wollen Lili und Gerda am königlichen Gericht Lilis geändertes Geschlecht offiziell bestätigen und ihre Ehe annullieren lassen. Die Richter und Anwälte sind verwirrt über die Ankunft zweier miteinander verheirateter Frauen. König Christian X. zeigt Interesse an dem Fall, gewährt beide Wünsche und gestattet Lili auch die Namensänderung.
Szene 3. Haus von Lilis Mutter in Vejle, Jütland. Nachdem sie offiziell als Frau anerkannt wurde, bringt Marius Lili zu ihrer Familie. Ihre Mutter hält Lili zuerst für eine Freundin ihres Sohnes, bevor ihre Tochter Dagmar sie über die Geschlechtsangleichung informiert. Lili versichert ihr, dass sie ihre Tochter sei und ihr Sohn Einar nicht mehr lebe. Ihre Mutter kann sich damit nicht abfinden. Sie wirft Lili hinaus.
Szene 4. Paris. Les Deux Magots. Gerda und Fernando feiern ihre Hochzeit im kleinen Freundeskreis mit Lili, Claude, Hélène und Eric. Gerda bedauert, dass sie nicht mehr mit Lili verheiratet sein kann. Diese ist inzwischen mit Claude verlobt, will aber erst heiraten, wenn die Geschlechtsangleichung vollständig abgeschlossen ist und sie Kinder bekommen kann. Etwas verspätet erscheint auch Anna. Alle preisen die beiden Paare.
Szene 5. Garten der Frauenklinik in Dresden. Der Oberschwester gegenüber äußert Professor Warnekros Bedenken, ob er Lili mit der Transplantation einer lebenden Gebärmutter vielleicht zu viel versprochen habe. Die Schwester versichert ihm, dass er Geschichte schreiben werde. Gerade habe sich eine gute Gelegenheit ergeben: Eine junge unverheiratete Frau sei eingetroffen, die bereits zwei Kinder ins Waisenhaus abgeben musste und offenbar unbelehrbar sei. Ohne ihr die Wahrheit über die Gebärmutterspende zu sagen, überreden sie die junge Frau, einer Operation zuzustimmen.
Szene 6. Etwas später im Garten der Klinik. Lili versucht, die unter Ängsten leidende junge Frau zu beruhigen. Aus Sorge, sie könnte ihr die Hintergründe der geplanten Operation verraten, schickt die Oberschwester die junge Frau fort.
Szene 7. Lilis Zimmer in der Frauenklinik. Lili hat die Operation scheinbar überstanden und erholt sich langsam. Die Oberschwester macht ihr Mut und bittet ihren Verlobten Claude herein. Lili erzählt ihm von einem Traum über einen gemeinsamen Spaziergang in den Tuilerien. Sie fühlt sich erschöpft und bittet Claude, im Garten zu warten. In ihrer Fantasie schreibt sie einen Brief an die jetzt in Rom lebende Gerda und stellt sich ein letztes Gespräch mit ihr vor. Sie fürchtet sich nicht vor dem Tod und kann nun als Frau glücklich sterben. In ihrer Vision versichern sie und Gerda sich ihre fortdauernde Liebe. Lili stirbt.

## Gestaltung

### Orchester
Die Orchesterbesetzung der Oper umfasst die folgenden Instrumente:
- Holzbläser: zwei Flöten (2. auch Piccolo), zwei Oboen (2. auch Englischhorn), drei Klarinetten in B und A (3. auch Bassklarinette), zwei Fagotte (2. auch Kontrafagott)
- Blechbläser: vier Hörner, zwei Trompeten in B, zwei Tenorposaunen, Bassposaune, Tuba
- Pauken, Schlagzeug (ein Spieler): Röhrenglocken, Crash-Becken, Crotales, Glockenspiel, kleine Trommel, Vibraphon, Xylophon
- Harfe
- Keyboard [Yamaha AvantGrand N1X] (Klavier, Cembalo, Orgel und Celesta)
- Streicher

### Musik
Der Komponist Tobias Picker wies darauf hin, dass seine von Melodien getragene Musik auf die historische jüdische liturgische Musik und deren Weiterentwicklung durch Arnold Schönberg, Erich Wolfgang Korngold, Kurt Weill, Aaron Copland und Leonard Bernstein zurückgehe. Seine Empathie mit Menschen, die von der Gesellschaft ausgeschlossen sind, rühre daher, dass er selbst „jüdisch, schwul und mit […] dem Tourette-Syndrom geboren“ und in den USA aufgewachsen sei. Da die Oper in den 1920er Jahren spielt, bezog er sich musikalisch auf die Avantgarde-Musik dieser Epoche. Konkret nannte er ein Werk von Anton Webern aus dem Jahr 1925 und Schönbergs Einsatz der Sprechstimme, die ihn zur Musik der Szene mit Orpheus und Eurydice inspiriert habe. Bei der Hochzeitsszene bezog er sich auf französische Cabaret-Musik der 1920er-Jahre. Auf Rezitative verzichtete Picker vollständig. Die Oper ist durchkomponiert, wobei die einzelnen Musiknummern durch Ariosi miteinander verbunden sind. Die Melodien der Orchesterinstrumente stehen kontrapunktisch mit den Gesangslinien in Verbindung. Den Foxtrott beim Ball der dänischen Gräfin übernahm er aus seiner Oper Fantastic Mr. Fox von 1998. Die Komposition enthält viele weitere Anspielungen an andere Musikstile. Es gibt Jazz-Rhythmen, Walzer und ein auf der Bühne spielendes Streichquartett. Die Musik ist größtenteils tonal und leicht zugänglich, enthält aber nach der Operation zu Beginn des dritten Akts auch atonale Klänge.

## Werkgeschichte
Lili Elbe ist die siebte Oper des US-amerikanischen Komponisten Tobias Picker. Sie entstand im Auftrag des Theaters St. Gallen. Das Libretto verfasste Pickers Ehemann, der Schriftsteller und Arzt Aryeh Lev Stollman. Es behandelt das Leben der dänischen Malerin und Transgender-Pionierin Lili Elbe. Dieses Thema wurde hier zum ersten Mal in einer großen Oper verarbeitet und für eine transgeschlechtliche Opernsängerin, die amerikanische „Heldenbaritonistin“ Lucia Lucas, in der Titelrolle konzipiert. Diese war auch als Dramaturgin beteiligt. Picker hatte schon längere Zeit geplant, der mit ihm befreundeten Lucia Lucas eine Oper zu widmen. Zuerst beabsichtigte er eine Oper über die Stonewall-Unruhen von 1969, entschied sich dann aber für Lili Elbe. Das Libretto beruht auf historischen Quellen, darunter den Schriften Lili Elbes. Darin unterscheidet es sich von Tom Hoopers Spielfilm The Danish Girl über dasselbe Sujet, der auf einer gleichnamigen Romanvorlage von David Ebershoff basiert.
Die Uraufführung fand am 22. Oktober 2023 im Theater St. Gallen statt. Damit wurde der dortige Theaterbau von Claude Paillard nach der Sanierung wiedereröffnet. Modestas Pitrenas leitete das Sinfonieorchester St. Gallen, das Metanoia Quartet und den Sinfonischen Chor des Theaters. Regie führte Krystian Lada, der zusammen mit Łukasz Misztal auch das Bühnenbild gestaltete. Bente Rolandsdotter steuerte die Kostüme bei. Der Lichtdesigner war Aleksandr Prowaliński. Die Choreografie stammte von Frank Fannar Pedersen (Choreografie). Es tanzte die Tanzkompanie St. Gallen. Die Darsteller waren Lucia Lucas (Lili Elbe), Sylvia D’Eramo (Gerda Wegener), Brian Michael Moore (Claude LeJeune), Théo Imart (dänische Gräfin, Dagmar und Oberschwester), Mack Wolz (Anna Larssen Bjørner, Mutter Wegener und junge Frau), Msimelelo Mbali (Professor Warnekros), Kristján Jóhannesson (Christian X., Kunstkritiker und Major Fernando Porta), Sam Taskinen (Marius Wegener), Jennifer Panara (Hélène Allatini), David Maze (Eric Allatini), Elias Podolski (junge Lili) sowie Aria Pecaj und Gustav Seyfert (Dagmars Kinder). Ein Videomitschnitt wurde bei Operavision im Internet bereitgestellt. Es gab in St. Gallen insgesamt sieben Aufführungen.
Die Produktion kam beim Publikum sehr gut an. Die Premiere erhielt mehr als zehn Minuten einhelligen Applaus. Auch die Kritik fiel positiv aus. Der Rezensent der Opernwelt hob besonders Pickers Musik („ein Komponist des permanenten Übergangs zwischen den Stilen, und deshalb [] hier genau richtig“) die Inszenierung („nutzt alle Mittel“), die Balletttruppe und die „bis in die kleinsten Rollen exzellent[e]“ Besetzung hervor. Ein besonders Lob galt dem „leuchtende[n], witzige-herrliche[n]“ Countertenor Théo Imart in der Rolle von Lilis Schwester. Der Rezensent des Opernfreund pries Dirigenten und Orchester, die „mit der packenden Wiedergabe dieser hörenswerten Partitur ihre stilistische Vielseitigkeit“ bewiesen, und wies auf die gelungene Lichtgestaltung und die Farbdramaturgie im zweiten Akt hin. Lucia Lucas sei vor allem in den längeren Soloszenen und den Duetten „von berührender Kraft“. Die Fachzeitschrift Oper! zeichnete Lili Elbe 2024 als „beste Uraufführung“ mit dem „Oper! Award“ aus.
Tobias Picker selbst beurteilte die Komposition folgendermaßen:

„Diese Oper ist mein transzendentalstes Werk. Musikalisch gesehen unterscheidet es sich von allem, was ich bislang geschrieben habe. Es handelt von der Ewigkeit der Erde, der ewigen Schönheit der Erde, von Wiedergeburt und dem Fortbestand des Lebens.“

## Aufnahmen
- 22. Oktober 2023 – Modestas Pitrenas (Dirigent), Krystian Lada (Regie, Bühnenbild und Video), Łukasz Misztal (Bühnenbild Zusammenarbeit), Frank Fannar Pedersen (Choreografie), Bente Rolandsdotter (Kostüme), Aleksandr Prowaliński (Licht), Sinfonieorchester St. Gallen, Metanoia Quartet, Sinfonischer Chor des Theaters St. Gallen, Tanzkompanie St. Gallen.
 Lucia Lucas (Lili Elbe), Sylvia D’Eramo (Gerda Wegener), Brian Michael Moore (Claude LeJeune), Théo Imart (dänische Gräfin, Dagmar und Oberschwester), Mack Wolz (Anna Larssen Bjørner, Mutter Wegener und junge Frau), Msimelelo Mbali (Professor Warnekros), Kristján Jóhannesson (Christian X., Kunstkritiker und Major Fernando Porta), Sam Taskinen (Marius Wegener), Jennifer Panara (Hélène Allatini), David Maze (Eric Allatini), Elias Podolski (junge Lili), Aria Pecaj und Gustav Seyfert (Dagmars Kinder).
 Video; Mitschnitt der Uraufführung.
 Videostream bei Operavision.[2]